# Richard Háva
Richard Háva (*1957) je český podnikatel zejména v oblasti leteckého a obranného průmyslu.
Spolu se svými syny je majitelem průmyslové skupiny OMNIPOL, pod kterou spadají společnosti Aircaft Industries, MESIT, ERA a částečně také Aero Vodochody. 
Richard Háva je důležitou osobou v českém leteckém průmyslu. Po akvizicích firem Aircraft Industries a Aero Vodochody, které se historicky věnují výrobou letounů L-410 a L-39, jeho společností OMNIPOL, se mu podařilo obě společnosti vzkřísit. V posledních letech se vrací zpět na výsluní. Zejména Aircraft Industries má mnoho nových zákazníků ve světě.
OMNIPOL zaměstnává asi 4000 tisíce lidí napříč Českou republikou. Je důležitým zaměstnavatelem v několika regionech, kde přispívá k jejich rozvoji.  Vedle společnosti OMNIPOL ovládá Háva také ještě firmu Zenit.
Háva žije částečně v České republice a částečně ve švýcarském městě Conches nedaleko Ženevy.
Časopis Forbes ho k roku 2021 řadí mezi 100 nejbohatších Čechů. V posledním žebříčku vydaném v roce 2024 se umístil spolu se syny s majetkem vy výši 10,17 miliardy korun na 53. místě.